# Pern
Pour les articles homonymes, voir Pern (homonymie).
Pern est une ancienne commune française, située dans le sud du département du Lot en région Occitanie.
Elle fait partie du pays traditionnel du Quercy Blanc, qui correspond à la partie méridionale du Quercy et doit son nom aux calcaires lacustres de l'ère tertiaire.
Pern est une commune rurale qui, en 2022, comptait 426 habitants, après avoir atteint un pic de population de 945 habitants en 1831. Elle fait partie de l'aire d'attraction de Cahors, chef-lieu du département. Ses habitants sont appelés Pernois ou Pernoises.
La commune a un patrimoine naturel remarquable : un site Natura 2000 (les « serres de Saint-Paul-de-Loubressac et de Saint-Barthélémy, et causse de Pech Tondut ») et trois zones naturelles d'intérêt écologique, faunistique et floristique.
En 2025, elle fusionne avec Lhospitalet et devient Pern-Lhospitalet.

## Géographie

### Situation
Pern se trouve à 10 km au sud de Cahors, 40 km au nord de Montauban, chef-lieu du Tarn-et-Garonne, 20 km au nord-ouest de Caussade (Tarn-et-Garonne) et 20 km au nord-est de Lauzerte (Tarn-et-Garonne).

### Communes limitrophes
Les communes limitrophes sont  Castelnau-Montratier, Cézac, Fontanes, Labastide-Marnhac et Saint-Paul-Flaugnac.
| Labastide-Marnhac    | Lhospitalet         |          |
| Cézac                | Pern                | Fontanes |
| Castelnau-Montratier | Saint-Paul-Flaugnac |          |

### Relief et hydrographie
La commune est arrosée par trois cours d'eau :
- la Barguelonne, affluent de la Garonne à Lamagistère et Golfech ; cette rivière[2] prend sa source dans le nord-est de la commune, entre les villages de Ventaillac et de Terry, suit approximativement la limite entre Pern et Lhospitalet, contourne Terry par l'ouest et traverse la commune, constituant ensuite la limite entre Pern et Saint-Paul-Flaugnac, avant de partir vers le sud-ouest ;
- le Lendou, sous-affluent de la Garonne par la Barguelonne et la Barguelonnette (ou Petite Barguelonne) ;
- la Lupte, sous-affluent de la Garonne par le Tarn et le Lemboulas ;
- ainsi que quelques ruisseaux affluents des précédents.

### Climat
Pour des articles plus généraux, voir Climat de l'Occitanie et Climat du Lot.
En 2010, le climat de la commune est de type climat océanique altéré, selon une étude s'appuyant sur une série de données couvrant la période 1971-2000. En 2020, Météo-France publie une typologie des climats de la France métropolitaine dans laquelle la commune est toujours exposée à un climat océanique altéré et est dans la région climatique Aquitaine, Gascogne, caractérisée par une pluviométrie abondante au printemps, modérée en automne, un faible ensoleillement au printemps, un été chaud (19,5 °C), des vents faibles, des brouillards fréquents en automne et en hiver et des orages fréquents en été (15 à 20 jours).
Pour la période 1971-2000, la température annuelle moyenne est de 13 °C, avec une amplitude thermique annuelle de 16 °C. Le cumul annuel moyen de précipitations est de 847 mm, avec 11 jours de précipitations en janvier et 6 jours en juillet. Pour la période 1991-2020, la température moyenne annuelle observée sur la station météorologique la plus proche, située dans la commune du Montat à 7 km à vol d'oiseau, est de 13,3 °C et le cumul annuel moyen de précipitations est de 824,6 mm,. Pour l'avenir, les paramètres climatiques de la commune estimés pour 2050 selon différents scénarios d’émission de gaz à effet de serre sont consultables sur un site dédié publié par Météo-France en novembre 2022.

### Milieux naturels et biodiversité

#### Réseau Natura 2000

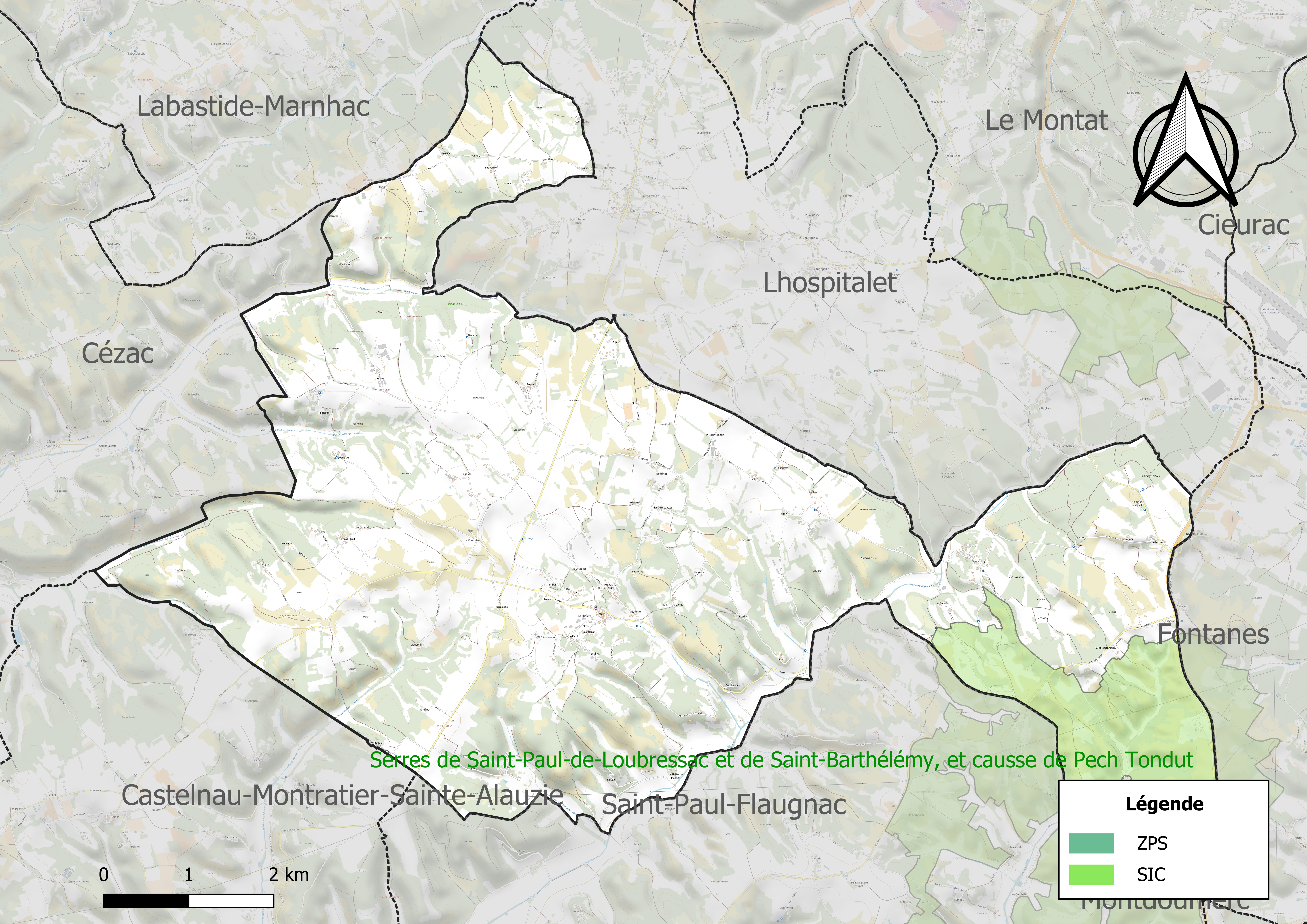
Site Natura 2000 sur le territoire communal.

Le réseau Natura 2000 est un réseau écologique européen de sites naturels d'intérêt écologique élaboré à partir des directives habitats et oiseaux, constitué de zones spéciales de conservation (ZSC) et de zones de protection spéciale (ZPS).
Un site Natura 2000 a été défini dans la commune au titre de la directive habitats : les « serres de Saint-Paul-de-Loubressac et de Saint-Barthélémy, et causse de Pech Tondut », d'une superficie de 832 ha, abritant diverses espèces en limite d'aire ou en aire disjointe sur le Lot : Aphyllanthes monspeliensis, Leucanthemum graminifolium, Genista hispanica.

#### Zones naturelles d'intérêt écologique, faunistique et floristique

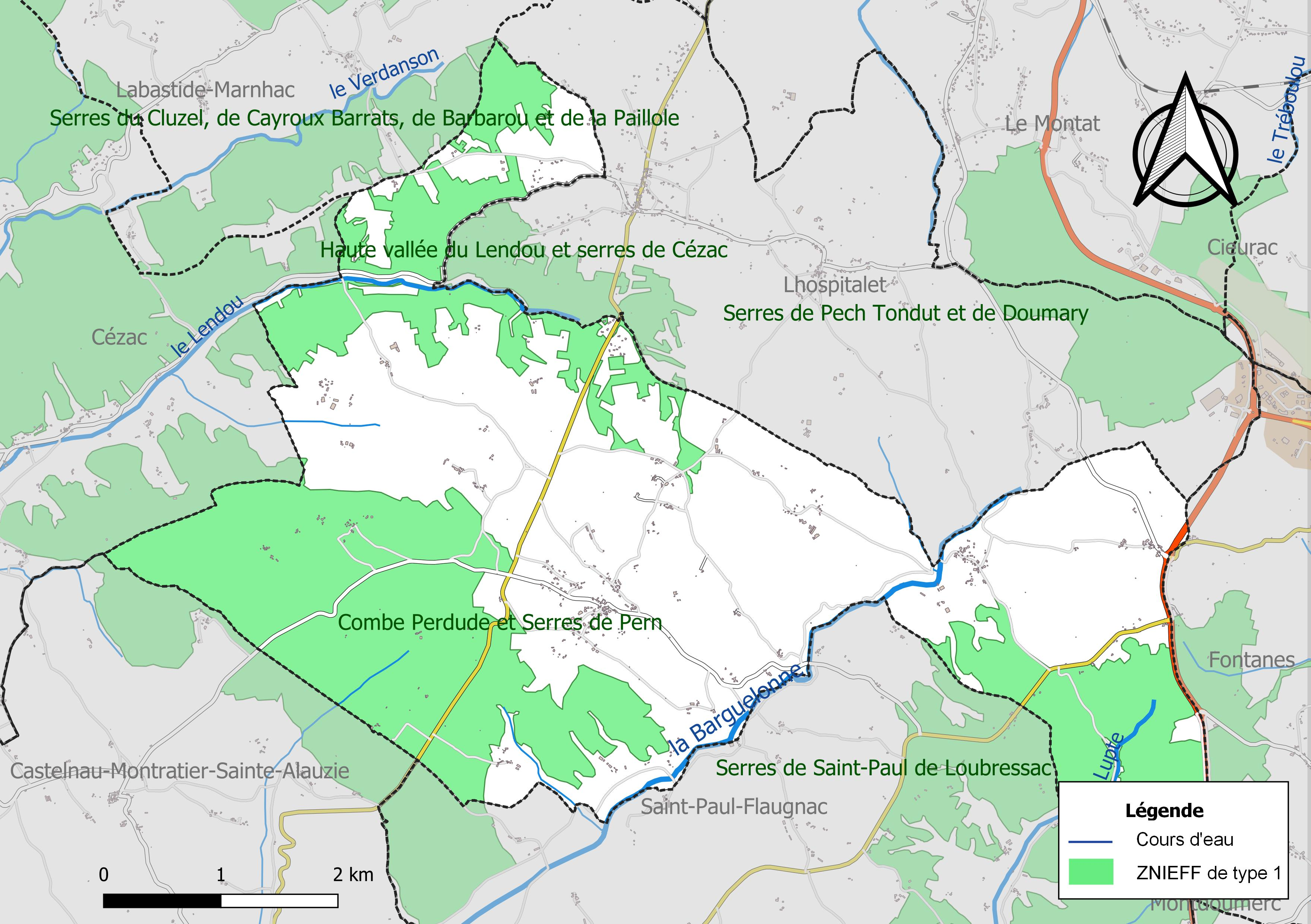
Carte des ZNIEFF de type 1 localisées dans la commune.

L’inventaire des zones naturelles d'intérêt écologique, faunistique et floristique (ZNIEFF) a pour objectif de réaliser une couverture des zones les plus intéressantes sur le plan écologique, essentiellement dans la perspective d’améliorer la connaissance du patrimoine naturel national et de fournir aux différents décideurs un outil d’aide à la prise en compte de l’environnement dans l’aménagement du territoire.
Trois ZNIEFF de type 1 sont recensées dans la commune :
- la « combe Perdude et serres de Pern » (954 ha), couvrant 5 communes du département[13] ;
- la « haute vallée du Lendou et serres de Cézac » (1 133 ha), couvrant 5 communes du département[14],
- les « serres de Saint-Paul de Loubressac » (778 ha), couvrant 5 communes du département[15] ;

### Voies de communication et transports
La commune est longée à l'est par la route départementale 820, tronçon de l'ancienne route nationale 20 (Paris-Bourg-Madame par Limoges, Toulouse, Foix).
L'autoroute la plus proche est, un peu à l'est, l'A 20 (Vierzon-Montauban par Limoges) dont l'entrée la plus proche est celle de Cahors-Sud, à 3 km du bourg de Pern.
Deux autres routes départementales se croisent dans la commune : 
- la D 55, qui relie la D 19 à la D 820, sur laquelle se trouve le bourg, à 500 mètres à l'est du croisement ;
- la D 659, qui relie Cahors à Castelnau Monratier.

On trouve ensuite plusieurs chemins vicinaux entre les villages de la commune.
La commune est desservie par la ligne d'autocar 880 du réseau régional Lio, qui relie la gare de Cahors à Castelnau-Montratier (Sainte Alauzie).

## Urbanisme

### Typologie
Au 1er janvier 2024, Pern est catégorisée commune rurale à habitat très dispersé, selon la nouvelle grille communale de densité à sept niveaux définie par l'Insee en 2022.
Elle est située hors unité urbaine. Par ailleurs la commune fait partie de l'aire d'attraction de Cahors, dont elle est une commune de la couronne,. Cette aire, qui regroupe 78 communes, est catégorisée dans les aires de 50 000 à moins de 200 000 habitants,.

### Occupation des sols
L'occupation des sols de la commune, telle qu'elle ressort de la base de données européenne d’occupation biophysique des sols Corine Land Cover (CLC), est marquée par l'importance des territoires agricoles (65,4 % en 2018), une proportion identique à celle de 1990 (65,4 %). La répartition détaillée en 2018 est la suivante : 
zones agricoles hétérogènes (59,3 %), milieux à végétation arbustive et/ou herbacée (18,1 %), forêts (16,5 %), prairies (4,6 %), terres arables (1,5 %). L'évolution de l’occupation des sols de la commune et de ses infrastructures peut être observée sur les différentes représentations cartographiques du territoire : la carte de Cassini (XVIIIe siècle), la carte d'état-major (1820-1866) et les cartes ou photos aériennes de l'IGN pour la période actuelle (1950 à aujourd'hui).

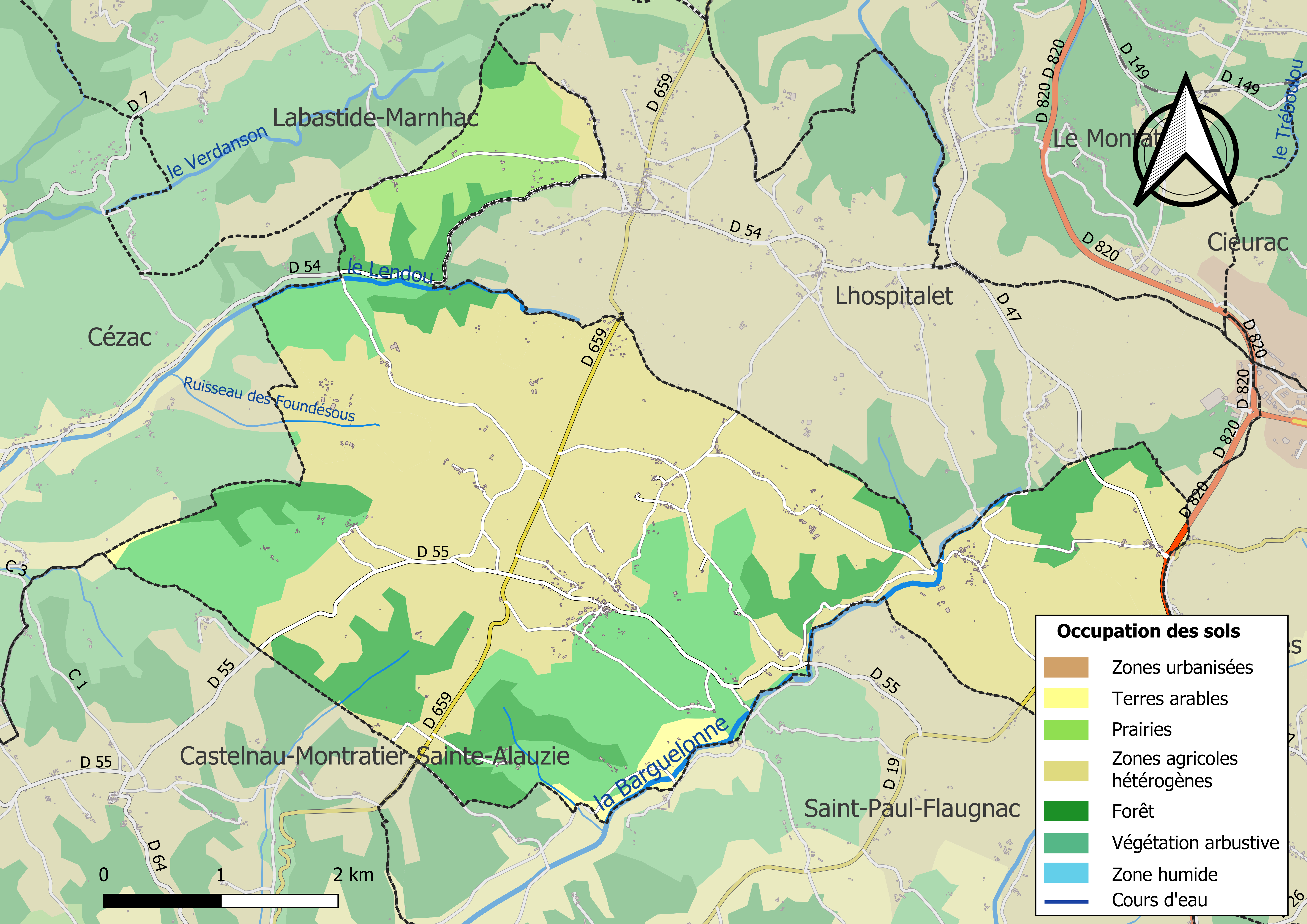
Carte des infrastructures et de l'occupation des sols de la commune en 2018 (CLC).

### Risques majeurs
Le territoire de la commune de Pern est vulnérable à différents aléas naturels : météorologiques (tempête, orage, neige, grand froid, canicule ou sécheresse), inondations, feux de forêts, mouvements de terrains et séisme (sismicité très faible). Il est également exposé à un risque technologique, le transport de matières dangereuses. Un site publié par le BRGM permet d'évaluer simplement et rapidement les risques d'un bien localisé soit par son adresse soit par le numéro de sa parcelle.

#### Risques naturels
Certaines parties du territoire communal sont susceptibles d’être affectées par le risque d’inondation par débordement de cours d'eau, notamment la Barguelonne, la Lupte et le Lendou. La cartographie des zones inondables en ex-Midi-Pyrénées réalisée dans le cadre du XIe Contrat de plan État-région, visant à informer les citoyens et les décideurs sur le risque d’inondation, est accessible sur le site de la DREAL Occitanie. La commune a été reconnue en état de catastrophe naturelle au titre des dommages causés par les inondations et coulées de boue survenues en 1982, 1996, 1999 et 2021,.
Pern est exposée au risque de feu de forêt. Un plan départemental de protection des forêts contre les incendies a été approuvé par arrêté préfectoral le 30 novembre 2015 pour la période 2015-2025. Les propriétaires doivent ainsi couper les broussailles, les arbustes et les branches basses sur une profondeur de 50 mètres, aux abords des constructions, chantiers, travaux et installations de toute nature, situées à moins de 200 mètres de terrains en nature
de bois, forêts, plantations, reboisements, landes ou friches. Le brûlage des déchets issus de l’entretien des parcs et jardins des ménages et des collectivités est interdit. L’écobuage est également interdit, ainsi que les feux de type méchouis et barbecues, à l’exception de ceux prévus dans des installations fixes (non situées sous couvert d'arbres) constituant une dépendance d'habitation.

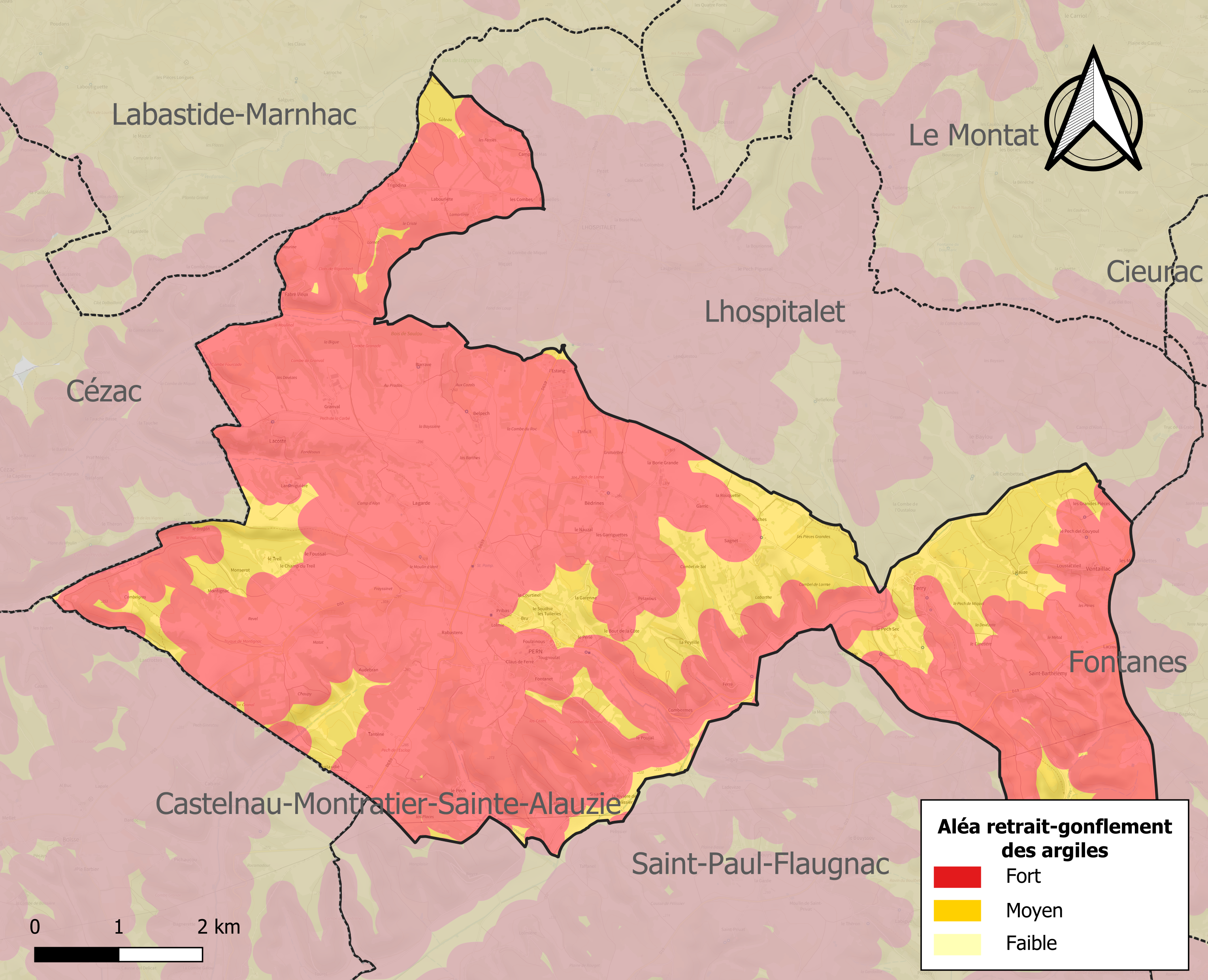
Carte des zones d'aléa retrait-gonflement des sols argileux de Pern.

Les mouvements de terrains susceptibles de se produire dans la commune sont des éboulements, chutes de pierres et de blocs, des glissements de terrain et des tassements différentiels.
Le retrait-gonflement des sols argileux est susceptible d'engendrer des dommages importants aux bâtiments en cas d’alternance de périodes de sécheresse et de pluie. La totalité de la commune est en aléa moyen ou fort (67,7 % au niveau départemental et 48,5 % au niveau national). Sur les 244 bâtiments dénombrés dans la commune en 2019, 244 sont en aléa moyen ou fort, soit 100 %, à comparer aux 72 % au niveau départemental et 54 % au niveau national. Une cartographie de l'exposition du territoire national au retrait gonflement des sols argileux est disponible sur le site du BRGM,.
Par ailleurs, afin de mieux appréhender le risque d’affaissement de terrain, l'inventaire national des cavités souterraines permet de localiser celles situées dans la commune.
Concernant les mouvements de terrains, la commune a été reconnue en état de catastrophe naturelle au titre des dommages causés par des mouvements de terrain en 1999.

#### Risques technologiques
Le risque de transport de matières dangereuses dans la commune est lié à sa traversée par une route à fort trafic. Un accident se produisant sur une telle infrastructure est susceptible d’avoir des effets graves sur les biens, les personnes ou l'environnement, selon la nature du matériau transporté. Des dispositions d’urbanisme peuvent être préconisées en conséquence.

## Toponymie

### Origine du nom de la commune
Le toponyme Pern est fondé sur un anthroponyme latin Perenis, qui a donné Pernae villa : le domaine de Perenis[pas clair].

## Histoire
Dans l'Antiquité, le site de Pern fait partie du territoire du peuple gaulois des Cadurques, qui, après la conquête de la Gaule par Jules César, devient une cité de l'Empire romain (chef-lieu : Cahors, Divona Cadurcorum), dans la province de Gaule aquitaine (chef-lieu : Saintes, puis Bordeaux).
Pern se trouve alors sur le trajet de la voie romaine reliant Toulouse (province de Gaule narbonnaise) à Cahors.

## Politique et administration

### Politique locale
En juin 2016, Christelle Guerret, maire depuis 2014, annonce sa démission à la suite du vote d'une partie du conseil municipal contre le projet de création d'une commune nouvelle devant regrouper Pern-Lhospitalet-Cézac.

### Liste des maires
| Période                                  | Période | Identité                  | Étiquette | Qualité                          |
| ---------------------------------------- | ------- | ------------------------- | --------- | -------------------------------- |
| 1802                                     | 1808    | Baptiste Austry           |           |                                  |
| 1808                                     | 1837    | André Vialas              |           |                                  |
| 1837                                     | 1858    | Guillaume Vialas          |           |                                  |
| 1858                                     | 1865    | Jean Pierre Besombes      |           |                                  |
| 1865                                     | 1870    | Paillet                   |           |                                  |
| 1870                                     | 1873    | Charles Besombes          |           |                                  |
| 1873                                     | 1874    | Pierre Ausset             |           |                                  |
| 1874                                     | 1876    | Henras                    |           |                                  |
| 1876                                     | 1888    | Jean-baptiste Planavergne |           |                                  |
| 1888                                     | 1896    | Antoine Besombes          |           |                                  |
| 1896                                     | 1900    | François Cros             |           |                                  |
| 1900                                     | 1904    | Antoine Blanc             |           |                                  |
| 1904                                     | 1908    | Lavergne                  |           |                                  |
| 1908                                     | 1919    | Combebias                 |           |                                  |
| 1919                                     | 1957    | Joseph Blanc              |           |                                  |
| 1957                                     | 1965    | Ludovic Pecoul            |           |                                  |
| 1965                                     | 1989    | Roland Mirc               |           |                                  |
| 1989                                     | 2014    | Jean-Pierre Lafage        |           |                                  |
| 2014                                     | 2016    | Christelle Guerret        |           | Ingénieur conseil Démissionnaire |
| 2017                                     |         | Bernard Michot            |           |                                  |
| Les données manquantes sont à compléter. |         |                           |           |                                  |

## Démographie
L'évolution du nombre d'habitants est connue à travers les recensements de la population effectués dans la commune depuis 1793. Pour les communes de moins de 10 000 habitants, une enquête de recensement portant sur toute la population est réalisée tous les cinq ans, les populations de référence des années intermédiaires étant quant à elles estimées par interpolation ou extrapolation. Pour la commune, le premier recensement exhaustif entrant dans le cadre du nouveau dispositif a été réalisé en 2005.

En 2022, la commune comptait 426 habitants, en évolution de −6,99 % par rapport à 2016 (Lot : +1,31 %, France hors Mayotte : +2,11 %).
| 1793 | 1800 | 1806 | 1821 | 1831 | 1836 | 1841 | 1846 | 1851 |
| ---- | ---- | ---- | ---- | ---- | ---- | ---- | ---- | ---- |
| 689  | 604  | 632  | 904  | 945  | 879  | 906  | 906  | 909  |

| 1856 | 1861 | 1866 | 1872 | 1876 | 1881 | 1886 | 1891 | 1896 |
| ---- | ---- | ---- | ---- | ---- | ---- | ---- | ---- | ---- |
| 892  | 833  | 889  | 832  | 813  | 809  | 746  | 672  | 623  |

| 1901 | 1906 | 1911 | 1921 | 1926 | 1931 | 1936 | 1946 | 1954 |
| ---- | ---- | ---- | ---- | ---- | ---- | ---- | ---- | ---- |
| 559  | 556  | 521  | 415  | 386  | 369  | 384  | 366  | 349  |

| 1962 | 1968 | 1975 | 1982 | 1990 | 1999 | 2005 | 2006 | 2010 |
| ---- | ---- | ---- | ---- | ---- | ---- | ---- | ---- | ---- |
| 319  | 304  | 293  | 321  | 327  | 350  | 401  | 396  | 477  |

| 2015 | 2020 | 2022 | - | - | - | - | - | - |
| ---- | ---- | ---- | - | - | - | - | - | - |
| 460  | 431  | 426  | - | - | - | - | - | - |

## Économie

### Revenus
En 2018, la commune compte 178 ménages fiscaux, regroupant 413 personnes. La médiane du revenu disponible par unité de consommation est de 21 560 € (20 740 € dans le département).

### Emploi
|                | 2008  | 2013  | 2018  |
| -------------- | ----- | ----- | ----- |
| Commune        | 5,2 % | 7,7 % | 9,1 % |
| Département    | 7,3 % | 8,9 % | 9,6 % |
| France entière | 8,3 % | 10 %  | 10 %  |

En 2018, la population âgée de 15 à 64 ans s'élève à 276 personnes, parmi lesquelles on compte 76 % d'actifs (66,9 % ayant un emploi et 9,1 % de chômeurs) et 24 % d'inactifs,. Depuis 2008, le taux de chômage communal (au sens du recensement) des 15-64 ans est inférieur à celui de la France et du département.
La commune fait partie de la couronne de l'aire d'attraction de Cahors, du fait qu'au moins 15 % des actifs travaillent dans le pôle,. Elle compte 71 emplois en 2018, contre 80 en 2013 et 72 en 2008. Le nombre d'actifs ayant un emploi résidant dans la commune est de 188, soit un indicateur de concentration d'emploi de 37,6 % et un taux d'activité parmi les 15 ans ou plus de 56 %.
Sur ces 188 actifs de 15 ans ou plus ayant un emploi, 40 travaillent dans la commune, soit 21 % des habitants. Pour se rendre au travail, 86,4 % des habitants utilisent un véhicule personnel ou de fonction à quatre roues, 0,5 % les transports en commun, 5,9 % s'y rendent en deux-roues, à vélo ou à pied et 7,1 % n'ont pas besoin de transport (travail au domicile).

### Activités hors agriculture
32 établissements sont implantés  à Pern au 31 décembre 2019. Le tableau ci-dessous en détaille le nombre par secteur d'activité et compare les ratios avec ceux du département,.
| Secteur d'activité                                                                                        | Commune | Commune | Département |
| Secteur d'activité                                                                                        | Nombre  | %       | %           |
| --- | ------- | ------- | ----------- |
| Ensemble                                                                                                  | 32      |         |             |
| Industrie manufacturière, industries extractives et autres                                                | 10      | 31,3 %  | (14 %)      |
| Construction                                                                                              | 6       | 18,8 %  | (13,9 %)    |
| Commerce de gros et de détail, transports, hébergement et restauration                                    | 5       | 15,6 %  | (29,9 %)    |
| Information et communication                                                                              | 1       | 3,1 %   | (1,8 %)     |
| Activités immobilières                                                                                    | 1       | 3,1 %   | (3,5 %)     |
| Activités spécialisées, scientifiques et techniques et activités de services administratifs et de soutien | 4       | 12,5 %  | (13,5 %)    |
| Administration publique, enseignement, santé humaine et action sociale                                    | 3       | 9,4 %   | (12 %)      |
| Autres activités de services                                                                              | 2       | 6,3 %   | (8,7 %)     |

Le secteur de l'industrie manufacturière, des industries extractives et autres est prépondérant dans la commune puisqu'il représente 31,3 % du nombre total d'établissements de la commune (10 sur les 32 entreprises implantées  à Pern), contre 14 % au niveau départemental.

### Agriculture
La commune est dans le Quercy Blanc », une petite région agricole couvrant une partie du sud-ouest du département du Lot. En 2020, l'orientation technico-économique de l'agriculture  dans la commune est la polyculture et/ou le polyélevage.
|               | 1988  | 2000  | 2010  | 2020  |
| ------------- | ----- | ----- | ----- | ----- |
| Exploitations | 46    | 34    | 28    | 24    |
| SAU (ha)      | 1 107 | 1 386 | 1 472 | 1 642 |

Le nombre d'exploitations agricoles en activité et ayant leur siège dans la commune est passé de 46 lors du recensement agricole de 1988  à 34 en 2000 puis à 28 en 2010 et enfin à 24 en 2020, soit une baisse de 48 % en 32 ans. Le même mouvement est observé à l'échelle du département qui a perdu pendant cette période 60 % de ses exploitations,. La surface agricole utilisée dans la commune est cependant en forte augmentation, passant de 1107 ha en 1988 à 1642 ha en 2020(+48% en 35 ans). Parallèlement la surface agricole utilisée moyenne par exploitation a presque triplé, passant de 24 à 68 ha.

## Culture, patrimoine et personnalités

### Monuments
- Église Saint-Pierre à Pern.
- Église Saint-Barthélemy à Terry.

### Personnalités liées à la commune
- Georges Coulonges (1923-2003), écrivain et scénariste, né à Lacanau (Gironde), est mort à Pern.